# Abwoireligion
Abwoireligion är en inhemsk religion i centrala Nigeria i Västafrika.
Det är en traditionell inhemsk religion som fokuserar på en kult av spöken av manliga förfäder. Den är kraftigt fokuserad på ritualer och ceremonier.